# Starea Efimov
Efectul Efimov, un fenomen specific mecanicii cuantice, se observă la sistemele cu un număr redus de corpuri. Acesta a fost prezis de fizicianul teoretician rus V. N. Efimov în anul 1970. Fenomenul se manifestă prin interacțiunea dintre trei bosoni identici, ducând la apariția unei serii infinite de niveluri de energie excitate care implică trei corpuri. Acest fenomen unic are loc atunci când o stare formată din două corpuri se află exact la pragul de disociere.
O consecință semnificativă a efectului Efimov este existența stărilor legate, cunoscute sub denumirea de stări Efimov, a trei bosoni, chiar și atunci când atracția dintre două particule este prea slabă pentru a permite formarea unei perechi de bosoni. O stare Efimov, care implică trei particule în care subsistemele (cu două corpuri) sunt nelegate, este adesea reprezentată simbolic prin inelele Borromee. Această reprezentare simbolizează faptul că îndepărtarea uneia dintre particule duce la destrămarea celorlalte două. În acest context, starea Efimov este denumită și stare borromeană.

## Teorie

O reprezentare computerizată a efectului cuantic prezis de Efimov, similară cu „păpușile Matrioșka”.

Efimov a prezis că, pe măsură ce interacțiunile dintre perechile de trei bosoni identici se apropie de rezonanță (adică pe măsură ce energia de legare a unei stări legate de două corpuri tinde spre zero sau lungimea de împrăștiere a unei astfel de stări devine infinită), spectrul sistemului cu trei corpuri prezintă o serie infinită de stări legate. Această serie are numărul cuantic {\displaystyle N=0,1,2,\ldots } iar lungimile de împrăștiere {\displaystyle a_{N}} și energiile de legare {\displaystyle E_{N}} ale fiecărei stări formează o progresie geometrică
{\displaystyle {\begin{aligned}a_{N}&=a_{0}\lambda ^{N}\\E_{N}&=E_{0}\lambda ^{-2N}\end{aligned}}}
unde raportul comun
{\displaystyle \lambda =\mathrm {e} ^{\mathrm {\pi } /s_{0}}=22.69438\ldots }
este o constantă universală (OEIS A242978). Aici {\textstyle s_{0}=1.0062378\ldots } reprezintă ordinul funcției Bessel modificate de ordin imaginar de al doilea tip, {\displaystyle {\tilde {K}}_{s_{0}}(r/a)}, care descrie dependența radială a funcției de undă. În virtutea condițiilor la limită determinate de rezonanță, aceasta este singura valoare pozitivă a lui {\displaystyle s} care satisface ecuația transcendentală{\displaystyle -s\cosh \left.{\tfrac {\mathrm {\pi } s}{2}}\right.+{\tfrac {8}{\sqrt {3}}}\sinh \left.{\tfrac {\mathrm {\pi } s}{6}}\right.=0}.

## Rezultate experimentale
În 2005, echipa de cercetare condusă de Rudolf Grimm⁠(d) și Hanns-Christoph Nägerl de la Institutul de Fizică Experimentală al Universității din Innsbruck a confirmat experimental existența unei astfel de stări într-un gaz ultrarece de atomi de cesiu. Descoperirile lor au fost publicate în revista științifică Nature în 2006. Dovezi experimentale suplimentare pentru existența stării Efimov au fost furnizate recent de grupuri independente. La aproape 40 de ani de la predicția teoretică a lui Efimov, comportamentul periodic caracteristic al stărilor a fost confirmat experimental.
Cea mai precisă valoare experimentală a factorului de scalare al stărilor Efimov a fost determinată de grupul experimental condus de Rudolf Grimm de la Universitatea din Innsbruck, fiind 21,0(1,3). Această valoare este foarte apropiată de predicția originală a lui Efimov.
Interesul pentru „fenomenele universale” ale gazelor atomice reci continuă să crească, în special datorită rezultatelor experimentale mult așteptate. Acest domeniu al fizicii, care studiază universalitatea în gazele atomice reci din apropierea stărilor Efimov, este uneori denumit „fizica Efimov”.
În 2014, grupul experimental condus de Cheng Chin de la Universitatea din Chicago și grupul lui Matthias Weidemüller de la Universitatea din Heidelberg au observat, pentru prima dată, stări Efimov într-un amestec ultrarece de atomi de litiu și cesiu. Această descoperire extinde imaginea originală a lui Efimov, care se limita la trei bosoni de același tip.
O stare Efimov, existentă ca stare excitată a unui trimer de heliu, a fost observată experimental pentru prima dată în 2015.

## Utilizare
Stările Efimov sunt independente de interacțiunea fizică fundamentală și pot fi observate, în principiu, în toate sistemele mecanicii cuantice, cum ar fi cele moleculare, atomice și nucleare. Aceste stări sunt deosebit de speciale datorită naturii lor „non-clasice”: dimensiunea fiecărei stări Efimov cu trei particule este mult mai mare decât raza de acțiune a forței dintre perechile individuale de particule. Acest lucru indică faptul că starea este pur mecanică cuantică. Fenomene similare sunt observate în nucleele halo cu doi neutroni, cum ar fi litiu-11; acestea sunt denumite nuclee Borromee. (În funcție de definițiile subtile utilizate, nucleele halo ar putea fi considerate stări Efimov speciale.)